# Ján Plachetka
Ján Plachetka est un joueur d'échecs tchécoslovaque puis slovaque né le 18 février 1945 à Trenčín. Champion de Slovaquie en 1975 et 1993, il est grand maître international depuis 1978.
Au 1er mars 2019, il est le 54e joueur slovaque avec un classement Elo de 2 293 points.

## Biographie et carrière
Plachetka fut deuxième du championnat de Tchécoslovaquie en 1992 et troisième en 1973 et 1988.
Il finit premier à 
- Starý Smokovec en 1969 et 1979 ;
- Rimavská Sobota en 1975 ;
- Polanica-Zdrój (mémorial Rubinstein),  ex æquo avec Youri Averbakh en 1975 ;
- Trnava en 1979 et 1982 (mémorial Réti) ;
- .Paris (tournoi AECE) en 1989 ;
- Staré Město en 2004[3].

Il a participé à sept olympiades : cinq fois avec la Tchécoslovaquie (en 1974 et de 1980 à 1986) et deux fois avec la Slovaquie (en 1994 et 2002), marquant plus de 62 % des points en 55 parties et remportant la médaille d'argent par équipe lors de l'Olympiade d'échecs de 1982.
Lors des championnats d'Europe par équipe, il remporta deux médailles de bronze individuelles (en 1970 et 1989).